# Moraleda de Zafayona (kommunhuvudort)
Moraleda de Zafayona är en kommunhuvudort i Spanien.   Den ligger i provinsen Provincia de Granada och regionen Andalusien, i den södra delen av landet, 400 km söder om huvudstaden Madrid. Moraleda de Zafayona ligger 616 meter över havet och antalet invånare är 2 730.
Terrängen runt Moraleda de Zafayona är kuperad söderut, men norrut är den platt. Terrängen runt Moraleda de Zafayona sluttar norrut. Runt Moraleda de Zafayona är det ganska glesbefolkat, med 36 invånare per kvadratkilometer. Närmaste större samhälle är Huétor-Tájar, 8,0 km väster om Moraleda de Zafayona. Trakten runt Moraleda de Zafayona består till största delen av jordbruksmark.